# Madonna przy schodach
Madonna przy schodach (wł. Madonna della scala) – marmurowa rzeźba Michała Anioła, datowana na lata 1490-1492. Obecnie znajduje się w Casa Buonarroti we Florencji. Wymiary: 56,7 x 40,1 cm.
Jest jedną z trzech najwcześniejszych rzeźb dłuta tego artysty. Powstała po opuszczeniu przez Michała Anioła pracowni Ghirlandaia, w trakcie jego pobytu w Ogrodach Medycejskich we Florencji. Te trzy wczesne prace uważane są za wprawki rzeźbiarskie młodego artysty, które umożliwiły mu zapoznanie się z trzema rodzajami rzeźby: rzeźbą pełną (Głowa fauna), reliefem wypukłym (Walka centaurów z Lapitami) i reliefem wypukłym (Madonna przy schodach). Dwie ostatnie Michał Anioł zatrzymał dla siebie i zachował do końca życia. Trudno jednak ocenić, która z nich była chronologicznie stworzona jako pierwsza. Rzeźba bywa także datowana przez niektórych badaczy na okres kilkunastu lat po opuszczeniu przez Michała Anioła Ogrodów.
Dzieje Madonny są mało znane - pierwsza informacja pochodzi z okresu tuż po śmierci jej autora, gdy bratanek rzeźbiarza, Lionardo, podarował ją księciu Cosimowi I de'Medici.
Madonna wykonana jest w bardzo płaskim reliefie (do 5 cm). Na pierwszym planie znajduje się siedząca Madonna, z dzieciątkiem ssącym jej pierś. W tle widoczne są schody i poręcz. Na stopniach stoją dwie postaci, z których jedna (młodzieniec, znajdujący się bliżej widza) podtrzymuje szatę Maryi.